# مورتون تومسون
مورتون تومسون (بالإنجليزية: Morton Thompson)‏ (1908 - 1953)؛ صحفي وروائي أمريكي.

## روابط خارجية
- مورتون تومسون على موقع IMDb (الإنجليزية)
- مورتون تومسون على موقع قاعدة بيانات الفيلم (الإنجليزية)